# Reinhard Diedrich Cremer
Reinhard Diedrich Cremer (* 26. März 1821 in Norden (Ostfriesland); † 14. August 1884 in Greiz) war ein deutscher Kaufmann.

## Leben
Cremer war Kaufmann in Firma H. & R. Cremer in Hamburg und Lima. Er fungierte von 1861 bis 1864 in Hamburg als Steuerschätzungsbürger und war von 1864 bis 1866 Mitglied der Deputation für Handel und Schifffahrt. Cremer gehörte von 1859 bis 1871 und 1878 bis 1884 der Hamburgischen Bürgerschaft als Abgeordneter an. Von 1862 bis 1871 sowie 1880 bis 1884 war er Mitglied des Bürgerausschusses. Cremer war Gegner der Aufnahme Hamburgs ins Zollgebiet des Deutschen Reiches und stimmte auf der Bürgerschaftssitzung vom 15. Juni 1881 gegen den entsprechenden Antrag des Senats.